# Universität Comrat

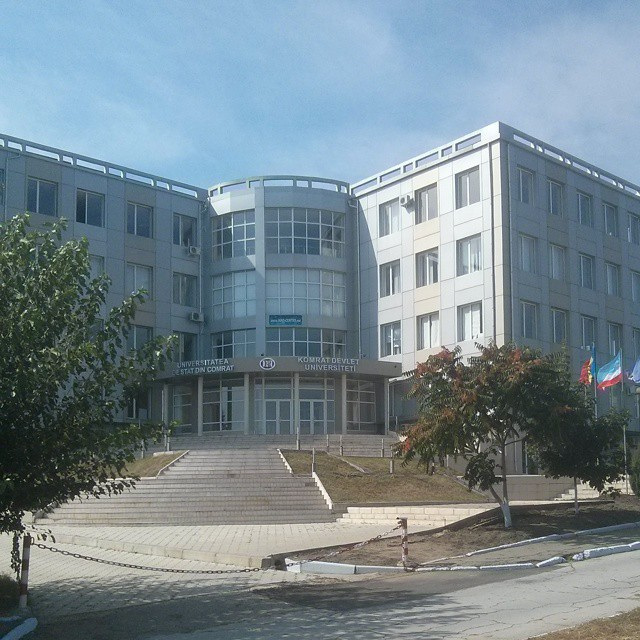
Haupteingang

Die  Staatliche Universität Comrat (russisch Комратский государственный университет, gagausisch Komrat Devlet Universiteti, rumänisch Universitatea de Stat din Comrat) ist eine Universität in der gagausischen Regionshauptstadt Comrat. Sie befindet sich im Zentrum der Stadt (Strada Galațana 17) und ist die Nachfolgerin der früheren Gagausischen Nationaluniversität. Die Universität ist Mitglied im Netzwerk der Balkan-Universitäten.

## Fakultäten
- Fakultät für Geschichte und Kultur Gagausiens
- Fakultät für Ökonomie
- Fakultät für Rechtswissenschaft
- Fakultät für Agrartechnologie